# 11348 Allegra
11348 Allegra eller 1997 BG9 är en asteroid i huvudbältet som upptäcktes den 30 januari 1997 av de båda italienska astronomerna Ulisse Munari och Maura Tombelli vid Cima Ekar-observatoriet. Den är uppkallad efter Allegra Noccioli.
Den tillhör asteroidgruppen Koronis.